# آلاء القطراوي
آلاء نعيم القطراوي هي شاعرة وأديبة فلسطينية من قطاع غزة، حازت على درجة الدكتوراه في الأدب والنقد من الجامعة الإسلامية بغزة. تُعدّ من أبرز الأصوات الشعرية الفلسطينية المعاصرة، حيث تعكس أعمالها معاناة الشعب الفلسطيني تحت الاحتلال، وتُعبّر عن الألم والأمل في آن واحد.

## مسيرتها الأدبية
- المشاركة في برنامج "أمير الشعراء": كانت آلاء أول شاعرة من غزة تشارك في هذا البرنامج، الذي يُعدّ من أبرز المسابقات الشعرية في العالم العربي. رغم الموافقة على مشاركتها، منعها الاحتلال من عبور المعبر، مما حال دون مشاركتها الفعلية.[3][4]
- إصدارات أدبية: أصدرت ديوانًا شعريًا بعنوان "حين يرتجف الهواء"، وكتابًا بعنوان "من المسافة صفر"، الذي تم عرضه في معرض القاهرة الدولي للكتاب. كما شاركت في مسابقة "تلك القصص" للقصة القصيرة العربية، بروايتها "وحدها الطيور من تحسّ بي"، التي وصلت إلى القائمة الطويلة.[4]
- الجوائز والتكريمات: فازت بجائزة أفضل ديوان شعري عن فئة الشباب لعام 2022 من مؤسسة عبد العزيز سعود البابطين الثقافية، عن ديوانها "ساقية تحاول الغناء". كما حصلت على جائزة فلسطين للإبداع الشبابي، والوسام الذهبي لأفضل مجموعة شعرية عام 2011، وجائزة أفضل قصيدة شعرية في فلسطين "عاشقة الصحراء" عام 2017، وتكريم من وزارة شؤون المرأة بصفتها سيدة فلسطينية متميزة في مجال الشعر عام 2018.[5]
- المأساة الشخصية: في إحدى ليالي العدوان على غزة، استشهد أطفالها الأربعة (يامن، كنان، أوركيدا، وكرمل) في قصف استهدف منزلهم، مما ترك جرحًا عميقًا في قلبها. رغم ذلك، واصلت الكتابة والتعبير عن معاناة شعبها، مُجسّدةً الصمود والأمل في وجه المحن.[6]

## أسلوبها الأدبي
تتميز آلاء القطراوي بأسلوبها الشعري العميق والمؤثر، الذي يمزج بين الألم والأمل، ويُعبّر عن واقع الحياة في فلسطين. تستخدم في قصائدها لغة بسيطة لكنها قوية، تحمل في طياتها رسائل إنسانية ووطنية، وتُجسّد معاناة الشعب الفلسطيني تحت الاحتلال.

## حضورها الإعلامي
تُعتبر آلاء القطراوي من الوجوه الأدبية البارزة في فلسطين، حيث تُشارك في العديد من الفعاليات الثقافية والأدبية، وتُسهم في نشر الوعي بالقضية الفلسطينية من خلال كتاباتها ومشاركاتها الإعلامية.